# Ксоан

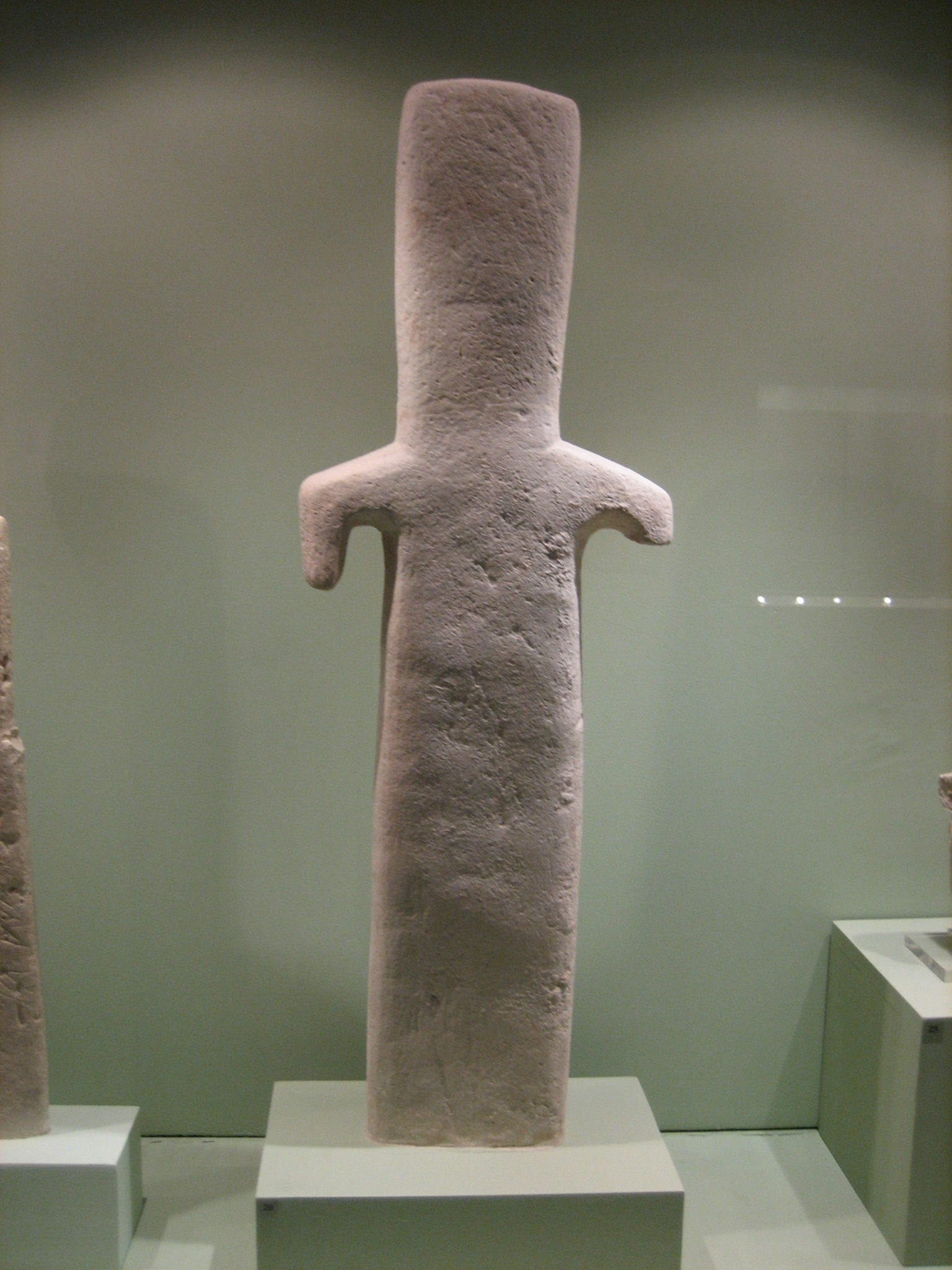
Ксоан кікладської доби

Ксо́ан (грец. ξόανον, від дієслова ξέειν — «вирізати, вишкрябати») — примітивна скульптура культового призначення, характерний для монументального мистецтва у Стародавній Греції архаїчної епохи, попередник культової статуї. На більш ранніх стадіях — дерев'яний стовп, розфарбований, прикрашений квітами і тканинами ідол, що втілював божество.
Найвідоміший ксоан палладій, який зберігався в Ерехтейоні Афінського акрополя.
За свідченнями стародавніх істориків, у ксоанів очі були зімкнені, а руки притиснуті до боків. За часів Павсанія (II століття н. е.) їм ще поклонялися в деяких храмах. Пофарбовані у білий колір або розфарбовані кіновар'ю, вони були священні, і їх дбайливо зберігали, іноді у них був цілий гардероб. Скептики над ними сміялися, простий людий свято шанував.

## Джерело
- А. Боннар. Греческая цивилизация [Архівовано 8 червня 2010 у Wayback Machine.]